# WTA de Palermo
O WTA de Palermo – ou Palermo Ladies Open, na última edição – foi um torneio de tênis profissional feminino, de categoria WTA 250.
Realizado em Palermo, na ilha de Sicília, no sul da Itália, estreou em 1990 e durou trinta e quatro anos, incluindo o hiato de seis anos. Os jogos eram disputados em quadras de saibro durante o mês de julho.
Não passou de seis edições na segunda fase, iniciada em 2019, por dificuldades econômicas e pela reforma recente da WTA que desvaloriza os torneios 250.

## Finais

### Simples
| Ano                                     | Campeã                      | Vice-campeã                | Resultado      |
| --------------------------------------- | --------------------------- | -------------------------- | -------------- |
| 2024                                    | Zheng Qinwen                | Karolína Muchová           | 6–4, 4–6, 6–2  |
| 2023                                    | Zheng Qinwen                | Jasmine Paolini            | 6–4, 1–6, 6–1  |
| 2022                                    | Irina-Camelia Begu          | Lucia Bronzetti            | 6–2, 6–2       |
| 2021                                    | Danielle Collins            | Elena-Gabriela Ruse        | 6–4, 6–2       |
| 2020                                    | Fiona Ferro                 | Anett Kontaveit            | 6–2, 7–5       |
| 2019                                    | Jil Teichmann               | Kiki Bertens               | 7–63, 6–2      |
| Torneio não realizado entre 2018 e 2014 |                             |                            |                |
| 2013                                    | Roberta Vinci               | Sara Errani                | 6–3, 3–6, 6–3  |
| 2012                                    | Sara Errani                 | Barbora Záhlavová-Strýcová | 6–1, 6–3       |
| 2011                                    | Anabel Medina Garrigues     | Polona Hercog              | 6–3, 6–2       |
| 2010                                    | Kaia Kanepi                 | Flavia Pennetta            | 6–4, 6–3       |
| 2009                                    | Flavia Pennetta             | Sara Errani                | 6–1, 6–2       |
| 2008                                    | Sara Errani                 | Mariya Koryttseva          | 6–2, 6–3       |
| 2007                                    | Ágnes Szávay                | Martina Müller             | 6–0, 6–1       |
| 2006                                    | Anabel Medina Garrigues     | Tathiana Garbin            | 6–4, 6–4       |
| 2005                                    | Anabel Medina Garrigues     | Klára Koukalová            | 6–4, 6–0       |
| 2004                                    | Anabel Medina Garrigues     | Flavia Pennetta            | 6–4, 6–4       |
| 2003                                    | Dinara Safina               | Katarina Srebotnik         | 6–3, 6–4       |
| 2002                                    | Mariana Díaz-Oliva          | Vera Zvonareva             | 66–7, 6–1, 6–3 |
| 2001                                    | Ana Isabel Medina Garrigues | Cristina Torrens Valero    | 6–4, 6–4       |
| 2000                                    | Henrieta Nagyová            | Pavlina Nola               | 6–3, 7–5       |
| 1999                                    | Anastasia Myskina           | Ángeles Montolio           | 3–6, 7–64, 6–2 |
| 1998                                    | Patty Schnyder              | Barbara Schett             | 6–1, 5–7, 6–2  |
| 1997                                    | Sandrine Testud             | Elena Makarova             | 7–5, 6–3       |
| 1996                                    | Barbara Schett              | Sabine Hack                | 6–3, 6–3       |
| 1995                                    | Irina Spîrlea               | Sabine Hack                | 7–6, 6–2       |
| 1994                                    | Irina Spîrlea               | Brenda Schultz             | 6–4, 1–6, 7–6  |
| 1993                                    | Radka Bobková               | Mary Pierce                | 6–3, 6–2       |
| 1992                                    | Mary Pierce                 | Brenda Schultz             | 6–1, 6–7, 6–1  |
| 1991                                    | Mary Pierce                 | Sandra Cecchini            | 6–0, 6–3       |
| 1990                                    | Isabel Cueto                | Barbara Paulus             | 6–2, 6–3       |

### Duplas
| Ano                                     | Campeãs                                            | Vice-campeãs                                    | Resultado         |
| --------------------------------------- | -------------------------------------------------- | ----------------------------------------------- | ----------------- |
| 2024                                    | Alexandra Panova Yana Sizikova                     | Yvonne Cavallé-Reimers Aurora Zantedeschi       | 4–6, 6–3, [10–5]  |
| 2023                                    | Yana Sizikova Kimberley Zimmermann                 | Angelica Moratelli Camilla Rosatello            | 6–2, 6–4          |
| 2022                                    | Anna Bondár Kimberley Zimmermann                   | Amina Anshba Panna Udvardy                      | 6–3, 6–2          |
| 2021                                    | Erin Routliffe Kimberley Zimmermann                | Natela Dzalamidze Kamilla Rakhimova             | 7–65, 4–6, [10–4] |
| 2020                                    | Arantxa Rus Tamara Zidanšek                        | Elisabetta Cocciaretto Martina Trevisan         | 7–5, 7–5          |
| 2019                                    | Cornelia Lister Renata Voráčová                    | Ekaterine Gorgodze Arantxa Rus                  | 7–62, 6–2         |
| Torneio não realizado entre 2018 e 2014 |                                                    |                                                 |                   |
| 2013                                    | Kristina Mladenovic Katarzyna Piter                | Karolína Plíšková Kristýna Plíšková             | 6–1, 5–7, [10–8]  |
| 2012                                    | Renata Voráčová Barbora Záhlavová-Strýcová         | Darija Jurak Katalin Marosi                     | 7–65, 6–4         |
| 2011                                    | Sara Errani Roberta Vinci                          | Andrea Hlaváčková Klára Zakopalová              | 7–5, 6–1          |
| 2010                                    | Alberta Brianti Sara Errani                        | Jill Craybas Julia Görges                       | 6–4, 6–1          |
| 2009                                    | Nuria Llagostera Vives María José Martínez Sánchez | Mariya Koryttseva Darya Kustova                 | 6–1, 6–2          |
| 2008                                    | Sara Errani Nuria Llagostera Vives                 | Alla Kudryavtseva Anastasia Pavlyuchenkova      | 2–6, 7–61, [10–4] |
| 2007                                    | Mariya Koryttseva Darya Kustova                    | Alice Canepa Karin Knapp                        | 6–4, 6–1          |
| 2006                                    | Janette Husárová Michaëlla Krajicek                | Alice Canepa Giulia Gabba                       | 6–0, 6–0          |
| 2005                                    | Giulia Casoni Mariya Koryttseva                    | Klaudia Jans Alicja Rosolska                    | 4–6, 6–3, 7–5     |
| 2004                                    | Anabel Medina Garrigues Arantxa Sánchez Vicario    | Ľubomíra Kurhajcová Henrieta Nagyová            | 6–3, 7–6          |
| 2003                                    | Adriana Serra Zanetti Emily Stellato               | María Jose Martínez Arantxa Parra               | 6–4, 6–2          |
| 2002                                    | Evgenia Kulikovskaya Ekaterina Sysoeva             | Lubomira Bacheva Angelika Roesch                | 6–4, 6–3          |
| 2001                                    | Tathiana Garbin Janette Husárová                   | María Jose Martínez Ana Isabel Medina Garrigues | 4–6, 6–2, 6–4     |
| 2000                                    | Silvia Farina Elia Rita Grande                     | Ruxandra Dragomir Virginia Ruano Pascual        | 6–4, 0–6, 7–6     |
| 1999                                    | Tina Križan Katarina Srebotnik                     | Åsa Carlsson Sonya Jeyaseelan                   | 4–6, 6–3, 6–0     |
| 1998                                    | Pavlina Nola Elena Wagner                          | Patty Schnyder Barbara Schett                   | 6–4, 6–2          |
| 1997                                    | Silvia Farina Barbara Schett                       | Florencia Labat Mercedes Paz                    | 2–6, 6–1, 6–4     |
| 1996                                    | Janette Husárová Barbara Schett                    | Florencia Labat Barbara Rittner                 | 7–6, 6–1          |
| 1995                                    | Radka Bobková Petra Langrová                       | Petra Schwarz Katarína Studeníková              | 6–4, 6–1          |
| 1994                                    | Ruxandra Dragomir Laura Garrone                    | Alice Canepa Giulia Casoni                      | 6–1, 6–0          |
| 1993                                    | Karin Kschwendt Natalia Medvedeva                  | Silvia Farina Brenda Schultz                    | 6–4, 7–6          |
| 1992                                    | Halle Cioffi María José Gaidano                    | Petra Langrová Ana Segura                       | 6–3, 4–6, 6–3     |
| 1991                                    | Mary Pierce Petra Langrová                         | Laura Garrone Mercedes Paz                      | 6–3, 56–7, 6–3    |
| 1990                                    | Laura Garrone Karin Kschwendt                      | Florencia Labat Barbara Romanò                  | 6–2, 6–4          |